# Metalopha splendida
Metalopha splendida là một loài bướm đêm trong họ Noctuidae.